# أسماك التنينيات
أسماك التنينيات أو أسماك الصيداء المائلة (الاسم العلمي: Draconettidae)، هي فصيلة أسماك صغيرة (قرابة 14 نوعًا) من رتبة الفرخيات. توجد في المياه المعتدلة إلى الاستوائية للمحيط الأطلسي والهندي وغرب المحيط الهادئ. ترتبط ارتباطًا وثيقًا بسمكة الصيداء وتشبهها. إنها أسماك صغيرة، أكبر أنواعها يصل طوله إلى 12 سم (4.7 بوصة). مثل أسماك الصيداء، فهي أسماك تعيش في القاع، وعادًة ما تكون ثنائية الشكل جنسيا.

## روابط خارجية
- Smith, J.B.L. 1963. Fishes of the families Draconettidae and Callionymidae from the Red Sea and the Western Indian Ocean. Ichthyological Bulletin; No. 28. Department of Ichthyology, Rhodes University, Grahamstown, South Africa